# Hyperia antarctica
Hyperia antarctica är en kräftdjursart som beskrevs av Spandl 1927. Hyperia antarctica ingår i släktet Hyperia och familjen Hyperiidae. Inga underarter finns listade i Catalogue of Life.